# Штидениц-Шенермарк
Штидениц-Шенермарк (њем. Stüdenitz-Schönermark) општина је у њемачкој савезној држави Бранденбург. Једно је од 23 општинска средишта округа Остпригниц-Рупин. Према процјени из 2010. у општини је живјело 641 становника. Посједује регионалну шифру (AGS) 12068417.

## Географски и демографски подаци
Штидениц-Шенермарк се налази у савезној држави Бранденбург у округу Остпригниц-Рупин. Општина се налази на надморској висини од 40 метара. Површина општине износи 24,3 km². У самом мјесту је, према процјени из 2010. године, живјело 641 становника. Просјечна густина становништва износи 26 становника/km².